# Élections législatives de 1967 dans les Hautes-Alpes
Les élections législatives françaises de 1967 se déroulent les 5 et 12 mars 1967. Dans le département des Hautes-Alpes, deux députés sont à élire dans le cadre de deux circonscriptions.

## Élus
| Circonscription | Député sortant        | Parti | Parti  | Député élu ou réélu | Parti | Parti          |
| --------------- | --------------------- | ----- | ------ | ------------------- | ----- | -------------- |
| 1re             | Armand Barniaudy      |       | MRP    | Émile Didier        |       | Radical (FGDS) |
| 2e              | François-Marie Bénard |       | Radsoc | Paul Dijoud         |       | RI             |

## Résultats

### Résultats à l'échelle du département
| Parti          | Parti                                             | Premier tour | Premier tour | Second tour | Second tour | Sièges |
| Parti          | Parti                                             | Voix         | %            | Voix        | %           | Sièges |
| -------------- | ------------------------------------------------- | ------------ | ------------ | ----------- | ----------- | ------ |
|                | Républicains indépendants                         | 7 699        | 17,52        | 9 871       | 21,44       | 1      |
|                | Union des démocrates pour la Ve République        | 7 141        | 16,25        | 11 692      | 25,40       | 0      |
|                | Divers droite (gaulliste)                         | 1 679        | 3,82         |             |             | 0      |
|                | Union des républicains de progrès                 | 16 519       | 37,59        | 21 563      | 46,84       | 1      |
|                |                                                   |              |              |             |             |        |
|                | Parti radical                                     | 5 709        | 12,99        | 14 308      | 31,08       | 1      |
|                | Section française de l'Internationale ouvrière    | 3 240        | 7,37         | Retrait     | Retrait     | 0      |
|                | Fédération de la gauche démocrate et socialiste   | 8 949        | 20,37        | 14 308      | 31,08       | 1      |
|                |                                                   |              |              |             |             |        |
|                | Parti communiste français                         | 9 190        | 20,91        | 5 772       | 12,54       | 0      |
|                | Progrès et démocratie moderne                     | 4 632        | 10,54        | Retrait     | Retrait     | 0      |
|                | Parti radical (Union des républicains de progrès) | 4 286        | 9,75         | 4 394       | 9,54        | 0      |
|                | Extrême gauche                                    | 367          | 0,84         |             |             | 0      |
|                |                                                   |              |              |             |             |        |
| Inscrits       | Inscrits                                          | 57 705       | 100,00       | 57 699      | 100,00      | 2      |
| Abstentions    | Abstentions                                       | 12 734       | 22,07        | 10 445      | 18,1        |        |
| Votants        | Votants                                           | 44 971       | 77,93        | 47 254      | 81,9        |        |
| Blancs et nuls | Blancs et nuls                                    | 1 028        | 2,29         | 1 217       | 2,58        |        |
| Exprimés       | Exprimés                                          | 43 943       | 97,71        | 46 037      | 97,42       |        |

### Résultats par circonscription

#### Première circonscription (Gap)
| Candidat       | Candidat                 | Parti                     | Premier tour | Premier tour | Second tour | Second tour |  |
| Candidat       | Candidat                 | Parti                     | Voix         | %            | Voix        | %           |  |
| -------------- | ------------------------ | ------------------------- | ------------ | ------------ | ----------- | ----------- |  |
|                | Marcel Lesbros           | UD-Ve                     | 7 141        | 28,5         | 11 692      | 44,97       |  |
|                | Émile Didier élu         | Radical (FGDS)            | 5 709        | 22,79        | 14 308      | 55,03       |  |
|                | Gaston Julian            | PCF                       | 5 524        | 22,05        | Retrait     | Retrait     |  |
|                | Armand Barniaudy sortant | CD (PDM)                  | 4 632        | 18,49        | Retrait     | Retrait     |  |
|                | Jean Grandmont           | Divers droite (Gaulliste) | 1 679        | 6,7          |             |             |  |
|                | Marc Benedetti           | Extrême gauche            | 367          | 1,46         |             |             |  |
|                |                          |                           |              |              |             |             |  |
| Inscrits       | Inscrits                 | Inscrits                  | 31 803       | 100,00       | 31 804      | 100,00      |  |
| Abstentions    | Abstentions              | Abstentions               | 6 243        | 19,63        | 5 034       | 15,83       |  |
| Votants        | Votants                  | Votants                   | 25 560       | 80,37        | 26 770      | 84,17       |  |
| Blancs et nuls | Blancs et nuls           | Blancs et nuls            | 508          | 1,99         | 770         | 2,88        |  |
| Exprimés       | Exprimés                 | Exprimés                  | 25 052       | 98,01        | 26 000      | 97,12       |  |

#### Deuxième circonscription (Briançon)
| Candidat       | Candidat                      | Parti          | Premier tour | Premier tour | Second tour | Second tour |  |
| Candidat       | Candidat                      | Parti          | Voix         | %            | Voix        | %           |  |
| -------------- | ----------------------------- | -------------- | ------------ | ------------ | ----------- | ----------- |  |
|                | Paul Dijoud élu               | RI             | 7 699        | 40,75        | 9 871       | 49,26       |  |
|                | François-Marie Bénard sortant | RAD (URP)      | 4 286        | 22,69        | 4 394       | 21,93       |  |
|                | Étienne Dominici              | PCF            | 3 666        | 19,41        | 5 772       | 28,81       |  |
|                | Pierre Grimaud                | SFIO (FGDS)    | 3 240        | 17,15        | Retrait     | Retrait     |  |
|                |                               |                |              |              |             |             |  |
| Inscrits       | Inscrits                      | Inscrits       | 25 902       | 100,00       | 25 895      | 100,00      |  |
| Abstentions    | Abstentions                   | Abstentions    | 6 491        | 25,06        | 5 411       | 20,9        |  |
| Votants        | Votants                       | Votants        | 19 411       | 74,94        | 20 484      | 79,1        |  |
| Blancs et nuls | Blancs et nuls                | Blancs et nuls | 520          | 2,68         | 447         | 2,18        |  |
| Exprimés       | Exprimés                      | Exprimés       | 18 891       | 97,32        | 20 037      | 97,82       |  |